# Friendsville (Maryland)
Pour les articles homonymes, voir Friendsville.
La ville de Friendsville est située dans le comté de Garrett, dans l’État du Maryland, aux États-Unis.

## Démographie
Sa population s’élève à 438 habitants en 2020. La superficie de la ville est de 2,36 km2 et ne possède pas de surface en eau. La densité y est donc de 185,6 hab./km2.

## Histoire
La ville de Friensville a été fondée en 1902.

## Source
- (en) Cet article est partiellement ou en totalité issu de l’article de Wikipédia en anglais intitulé « Friendsville, Maryland » (voir la liste des auteurs).